# Нижньосілезький вугільний басейн
Нижньосілезький вугільний басейн — вугільний басейн, що знаходиться у південно-західній частині Польщі.
Площа 550 км2.
Загальні запаси 3,1 млрд т.
Наприкінці XX ст. — чотири шахти загальною виробничою потужністю 3 млн т вугілля за рік.